# Aubrieta vulcanica
Aubrieta vulcanica là một loài thực vật có hoa trong họ Cải. Loài này được Hayek & Siehe mô tả khoa học đầu tiên năm 1914.